# Abadía de Burton

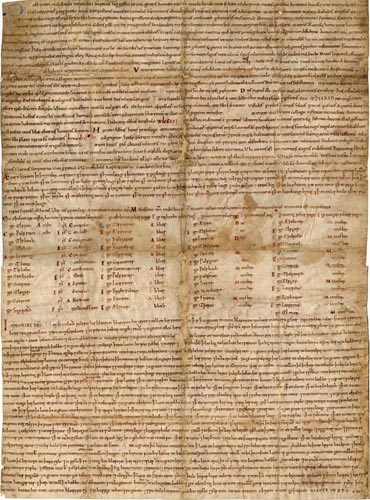
Carta de Etelredo II, el Indeciso, a la Abadía de Burton, confirmación del testamento del noble anglosajón Wulfric Spot, año 1004 d. C.

La Abadía de Burton en Burton upon Trent en Staffordshire, Inglaterra, fue fundada en el siglo  VII o IX por la monja convertida en santa, Modwenna o Modwen. Fue refundada en 1003 como abadía benedictina por el noble Wulfric Spot. Se sabe que fue enterrado en el claustro de la abadía junto a  la tumba de su esposa en el año 1010.

## Historia
Burton Abbey fue mencionada en el Libro de Domesday cuando se decía que controlaba tierras en Mickleover, Appleby Magna en Leicestershire, Winshill y Stapenhill en Staffordshire, Coton in the Elms, Caldwell y Ticknall. 
La abadía en sí no era ni grande ni rica y en 1310 los monjes afirmaron que era el monasterio benedictino más pequeño y más pobre de Inglaterra. Sufrió frecuentes problemas financieros a lo largo de su existencia, a menudo debido a la mala gestión y al comportamiento delictivo, aunque la situación parece haberse resuelto en el siglo XVI.
En los siglos  XIII y XIV había alrededor de treinta monjes en residencia, aunque este número se había reducido a casi la mitad en la década de 1520.
Sin embargo, por contradicción, el monasterio era el más importante de Staffordshire y en la década de 1530 tenía los ingresos más altos. El abad era un señor secular y "ejercía una jurisdicción espiritual independiente. Era una figura de cierta posición, sirviendo regularmente en comisiones papales y reales y actuando como recaudador de impuestos clericales dentro de la diócesis". En varios momentos entre 1295 y 1322, el abad fue convocado para asistir al Parlamento de Inglaterra , y nuevamente en 1532. También se sabe que hubo frecuentes visitas reales a la abadía, incluidas las de Guillermo I, Enrique II y Eduardo I.

## Anales
Los anales de la Abadía son una fuente importante para la historia política del siglo XIII y el mayor logro intelectual de la Abadía.

## Disolución y más allá

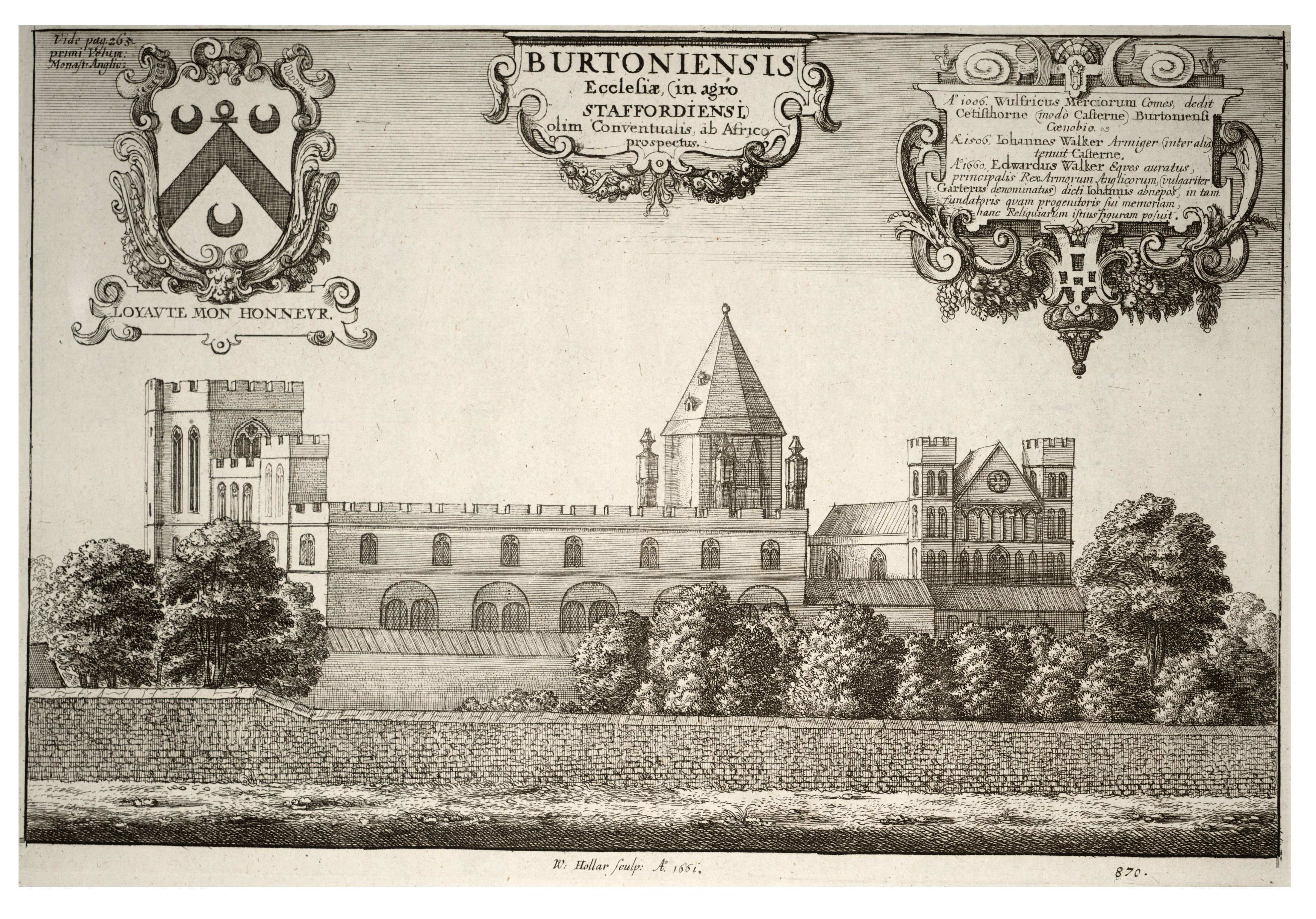
Impresión (1661) de la iglesia de Burton por Wenceslas Hollar

La abadía fue disuelta en 1539, para ser refundada en 1541 como colegio para un deán (que había sido el último abad) y cuatro prebendados. Fue nuevamente disuelta en 1545 y concedida a Sir William Paget, primer barón Paget.
Partes de la iglesia de la abadía se conservaron para uso parroquial, sin embargo, fueron demolidas y reemplazadas por una nueva iglesia, Santa Modwen en 1719-28. Quedan algunos fragmentos de la sala capitular cercana, pero queda poco del resto.
Dos edificios se convirtieron para uso residencial: una parte conocida como Manor House y la antigua enfermería. La enfermería se conoció como The Abbey y ahora es una posada.
Alrededor de 1712 , George Hayne abrió la navegación de río Trent y arrendó los terrenos de la abadía de Burton para construir un muelle y otros edificios en el recinto. Esto condujo al desarrollo de Burton como la principal ciudad de elaboración y exportación de cerveza.
En 1967, los contratistas que trabajaban en las ampliaciones de Colegio Técnico de Burton, descubrieron dos bóvedas subterráneas que se pensaba que se habían utilizado como bodegas. La más grande de las dos cámaras se usó más tarde para albergar una discoteca del centro de estudiantes, acertadamente llamada La Bóveda